# El maestro de esgrima (pel·lícula)
El maestro de esgrima és una pel·lícula espanyola dirigida per Pedro Olea el 1992, adaptació de la novel·la homònima d'Arturo Pérez-Reverte. En 1993 va obtenir 11 nominacions als Premis Goya. Ha estat rodada entre Aranjuez, Madrid, Toledo i Segòvia. Fou seleccionada per representar Espanya al Oscar a la millor pel·lícula de parla no anglesa (Premis Oscar de 1992), però no fou nominada.

## Argument
Madrid, any 1868. Tot i l'ambient que es viu a la ciutat previ a la revolució de 1868, Jaime de Astarloa, el millor mestre d'esgrima de la ciutat, rebutja implicar-se en política i es limita a ensenyar escrupolosament el seu art a un nombre escollit d'alumnes. Un dia la bella i enigmàtica Adela Otero li demana ser la seva alumna, tot i que ell mai s'ha plantejat fer classe a dones. Això trastoca tots els seus plans i sense voler-ho s'acaba implicant en les conspiracions polítiques del moment.

## Repartiment
| Personatge    | Intèrpret               |
| ------------- | ----------------------- |
| Astarloa      | Omero Antonutti         |
| Adela         | Assumpta Serna          |
| Ayala         | Joaquim de Almeida      |
| Campillo      | José Luis López Vázquez |
| Cárceles      | Miguel Rellán           |
| Salanova      | Albert Closas           |
| Lucía         | Elisa Matilla           |
| Isidro        | Ramón Goyanes           |
| Carreño       | Juan Jesús Valverde     |
| Romero        | Francisco Vidal         |
| Gustavo       | Tomás Repila            |
| Alejandro     | Marcos Tizón            |
| Heràldic      | Miguel Amgel Salomón    |
| Rosa          | Sonsoles Benedicto      |
| criat d'Ayala | Pablo Viña              |
| Cabo          | Roberto Díaz Gomar      |
| Rioseco       | Rafael Vaquero          |
| Julia         | Carmen Segarra          |
| Soprano       | Anunciata Díaz-Agero    |
| Policía 1r    | Jose Antonio Campos     |

## Premis
VII Premis Goya
| Categoria                        | Persona                                                         | Resultat   |
| -------------------------------- | --------------------------------------------------------------- | ---------- |
| Millor pel·lícula                | Millor pel·lícula                                               | Nominada   |
| Millor director                  | Pedro Olea                                                      | Nominat    |
| Millor actriu                    | Assumpta Serna                                                  | Nominada   |
| Millor guió adaptat              | Francisco Prada Antonio Larreta Pedro Olea Arturo Pérez-Reverte | Guanyadors |
| Millor música original           | José Nieto                                                      | Guanyador  |
| Millor fotografia                | Alfredo F. Mayo                                                 | Nominat    |
| Millor muntatge                  | José Salcedo                                                    | Nominat    |
| Millor direcció artística        | Luis Vallés Calvo                                               | Nominat    |
| Millor direcció producció        | Antonio Guillén                                                 | Nominat    |
| Millor disseny de vestuari       | Javier Artiñano                                                 | Guanyador  |
| Millor maquillatge i perruqueria | Romana González Josefa Morales                                  | Nominades  |

Medalles del Cercle d'Escriptors Cinematogràfics de 1992
| Categoria         | Persona           | Resultat   |
| ----------------- | ----------------- | ---------- |
| Millor pel·lícula | Millor pel·lícula | Guanyadora |
| Millor música     | José Nieto        | Guanyador  |
| Millor fotografia | Alfredo F. Mayo   | Guanyador  |
| Millor muntatge   | José Salcedo      | Guanyador  |